# Hyden (Kentucky)
Hyden település az Amerikai Egyesült Államok Kentucky államában, Leslie megyében, melynek megyeszékhelye is. Lakosainak száma 303 fő (2020. április 1.).

## Népesség
A település népességének változása:

| 2010 | 365 |
| 2020 | 303 |